# Mainit Hotspring Protected Landscape
Koordinaten: 7° 30′ 0″ N, 125° 59′ 0″ O

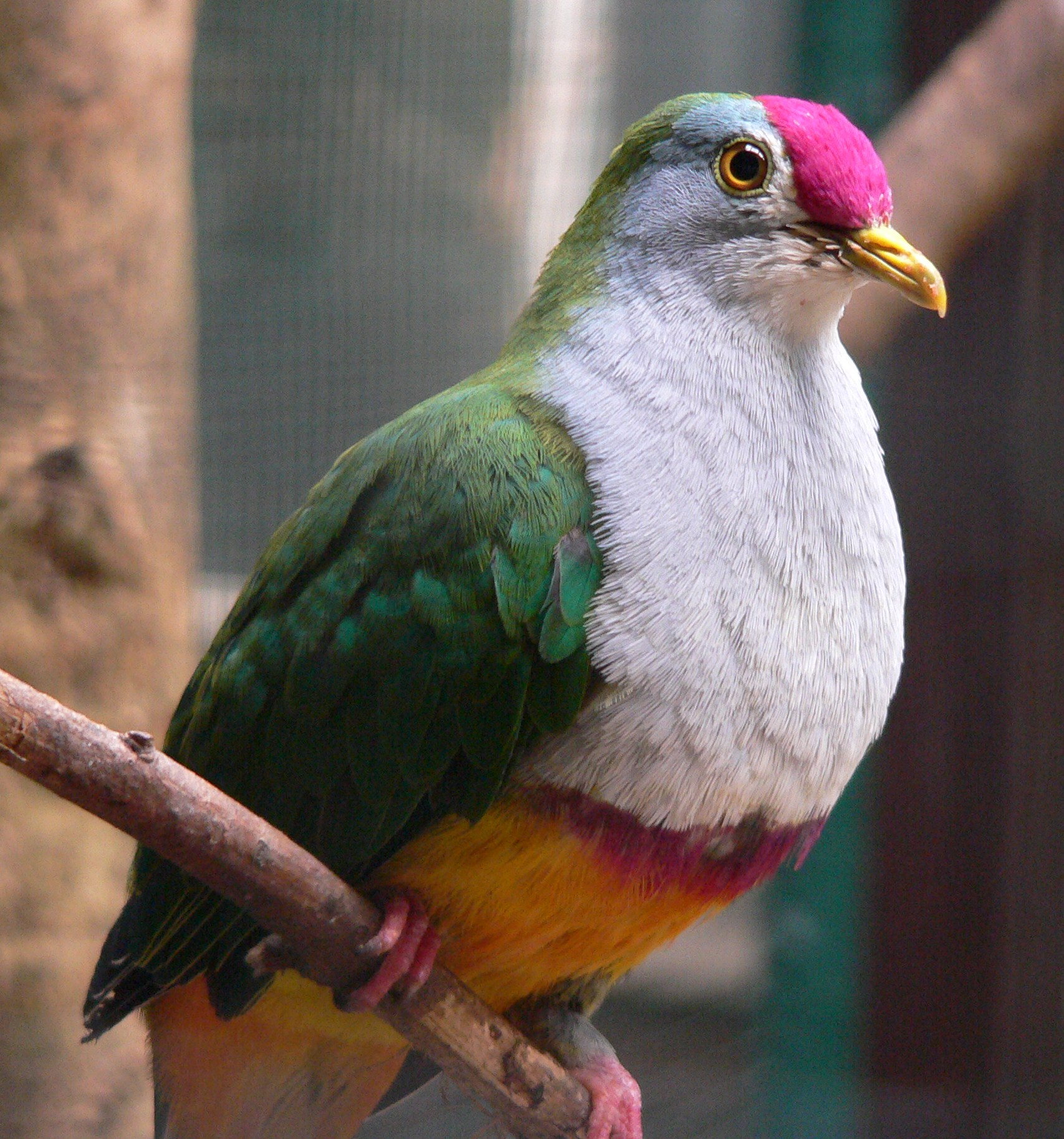
Fruchttaube

Das Landschaftsschutzgebiet Mainit Hotspring Protected Landscape liegt in der Provinz Davao de Oro auf der Insel Mindanao in den Philippinen. Es wurde mit der Proclamation 320 am 31. Mai 2000 auf einer Fläche von 1.775 Hektar in der Gemeinde Nabunturan eingerichtet. Das Landschaftsschutzgebiet wurde in das NIPAS-Gesetz (Republic Act 7586) mit aufgenommen. Der Name Mainit stammt aus einheimischen Sprachen und bedeutet heiß. Im Landschaftsschutzgebiet leben hauptsächlich Gruppen aus den indigenen Völkern der Mandaya, Mansaka und Manobo.

## Topographie
Die Topographie des Parkes wird als gebirgig beschrieben, die Steigungen im Park können über 18 % Neigung erreichen. Die höchste Erhebung liegt etwa 1000 Meter über dem Meeresspiegel. Das Erdreich hat eine Stärke von durchschnittlich 45 cm und wird als Sand und Lehmboden klassifiziert, die eine geringe Fruchtbarkeit aufweisen. In den Gebieten im Norden des Parks wachsen Kokosnusspalmen und andere fruchttragende Bäume. Die Gebiete im Süden, Westen und Osten werden als Buschland, das mit Bäumen durchsetzt ist, beschrieben.
Den Park durchfließt der Fluss Manat, dieser bildet die Hauptquelle für die Trinkwasserversorgung des Sitio Bukal und Barangay Mainit. Die heißen Quellen von Mainit befinden sich im Südosten des Parks und sind auch unter dem Namen Bukal regional bekannt. Es befinden sich auch Trinkwasserquellen und einige sehenswerte Felsenformationen in diesem Gebiet.

## Flora und Fauna
Die Vegetation des Parks wird dominiert hauptsächlich von niedrigen Buschwerk wie der Bienentrachtpflanze Falcata und anderen wie den Hagimit, Binunga, Himlaumo Büschen. Die im Park vorkommenden Bäume aus der Familie der Flügelfruchtgewächse sind besonders gefährdet durch illegale Brandrodungen und illegalen Holzeinschlag.
Die Fauna im Park ist recht vielfältig, so bietet der Park einen Lebensraum für den Bindenwaran und den Netzpython. An Säugetieren kommen der philippinische Verwandte des Javaneraffe, das Sulawesi-Pustelschwein, der Rattus mindanensis, das philippinische Baumhörnchen und der philippinische Fleckenmusang vor.
An Vögeln kommen Große Fruchttauben, die Grünflügeltaube, die Kichertaube, die Sperbertaube, der philippinische Mistelfresser, der Braunkehl-Nektarvogel, der Malaienstar, Eisvögel, der Braunwürger, der Philippinen Cuckoo und Bülbüls vor.

## Tourismus
Die heißen Quellen von Mainit sind die Hauptattraktion des Landschaftsschutzgebietes, das die örtlichen Gemeinden versuchen durch die Entwicklung eines sanften Öko-Tourismus zu einer Einnahmequelle zu entwickeln. So wurden in den letzten Jahren Übernachtungsmöglichkeiten eingerichtet und ein von den heißen Quellen bewässerter See gebaut.